# Colli Bolognesi Barbera Monte San Pietro
 (septembre 2024).
Si vous disposez d'ouvrages ou d'articles de référence ou si vous connaissez des sites web de qualité traitant du thème abordé ici, merci de compléter l'article en donnant les références utiles à sa vérifiabilité et en les liant à la section « Notes et références ».
Le Colli Bolognesi Barbera Monte San Pietro est un vin rouge italien de la région Émilie-Romagne doté d'une appellation DOC depuis le 29 mai 1975. Seuls ont droit à la DOC les vins récoltés à l'intérieur de l'aire de production définie par le décret.
Le Colli Bolognesi Barbera Monte San Pietro répond à un cahier des charges plus exigeant que le Colli Bolognesi Barbera.

## Aire de l'appellation
La sous - zone Monte San Pietro est defini par intégralité de la commune Monte San Pietro.

## Caractéristiques organoleptiques
- couleur: rouge rubis avec des reflets violacés
- odeur: vineux, intense et caractéristique
- saveur: sèche,  puissant, harmonique, légèrement tannique

Le Colli Bolognesi Barbera Monte San Pietro se déguste à une température de 15 à 17 °C. Le vin peut vieillir 4 - 5 ans

## Production
Province, saison, volume en hectolitres :
- pas de données disponibles